# Vulsini
Cet article concerne le Volcan. Pour le massif montagneux, voir Monts Volsins.
Vulsini, aussi appelé volcan Volsini, district volcanique du Vulsini, ensemble volcanique Vulsini ou encore  district Vulsinien (en italien Apparato Vulsinio) est une zone volcanique d'Italie située dans la province de Viterbe de la région du Latium. Elle est composée de trois caldeiras, Bolsena, Latera et Vepe, ainsi que de 17 cônes de tuf. La caldeira de Bolsena est partiellement remplie par le lac du même nom.
Les caldeiras se sont formées il y a 300 000, 166 000 et 160 000 ans respectivement pour la caldeira de Bolsena, de Vepe et de Latera. Sa seule et unique éruption des temps historiques enregistrée s'est produite en 104 av. J.-C. mais ses caractéristiques sont inconnues.